# 国民革命军第一二〇军
国民革命军第一二〇军，是1949年组建的一支部队。

## 历史
1949年4月，西北軍政長官公署以甘肃省地方保安队和徽县、天水、甘谷、临洮的新兵合编组建第一二〇军：
- 军长周嘉彬
- 副军长彭名鼎
- 第173师，师长李焕南，副师长陈定行
- 第245师，师长刘漫天

在兰州一边组训一边警备。1949年6月东调天水接替参加扶郿战役的第一百十九军防务。1949年7月底，中国人民解放军先头部队陇东追击战，该军撤兰州。1949年8月兰州战役中，该军担任黄河北岸泥湾、金沟口、北海、靖远一线的河防。兰州战役结束后，该军撤退至酒泉。1949年9月24日于酒泉参加河西走廊通电起义。